# Liste des Premiers ministres du Zimbabwe
Ce tableau recense les Premiers ministres de la République du Zimbabwe depuis le 18 avril 1980, date de l'indépendance du pays et de la création de la fonction. Abolie le 31 décembre 1987, lorsque Robert Mugabe devient chef de l'État et du gouvernement, elle est recréée le 11 février 2009 à la suite des désordres intervenus dans le pays, permettant ainsi à l'opposition au président Mugabe de prendre part aux affaires du pays en la personne de Morgan Tsvangirai. Après la victoire de Robert Mugabe à l'élection présidentielle de 2013, la fonction est de nouveau supprimée.
Pour les Premiers ministres rhodésiens (1923-1979), voir Premiers ministres de Rhodésie.
| Nom               | Du               | Au                | Parti politique |
| ----------------- | ---------------- | ----------------- | --------------- |
| Robert Mugabe     | 18 avril 1980    | 31 décembre 1987  | ZANU            |
| Fonction vacante  | 31 décembre 1987 | 11 février 2009   | -               |
| Morgan Tsvangirai | 11 février 2009  | 11 septembre 2013 | MDC             |
| Fonction abolie   |                  |                   |                 |